# Okręg wyborczy Newham North East
Okręg wyborczy Newham North East powstał w 1974 r. i wysyłał do brytyjskiej Izby Gmin jednego deputowanego. Okręg został zniesiony w 1997 r.

## Deputowani do brytyjskiej Izby Gmin z okręgu Newham North East
- 1974–1979: Reginald Prentice, Partia Pracy
- 1979–1994: Ron Leighton, Partia Pracy
- 1994–1997: Stephen Timms, Partia Pracy